# Parc naturel de Montserrat
Le parc naturel de Montserrat est un espace naturel protégé situé dans les comarques de Bages, Baix Llobregat, Anoia et Vallès Occidental (province de Barcelone), en Catalogne ,.
Le parc naturel a été créé par le décret 59/1987 du 29 janvier 1984 pour protéger un environnement naturel et un patrimoine privilégiés, et l'une des montagnes les plus symboliques pour les Catalans.

## Description

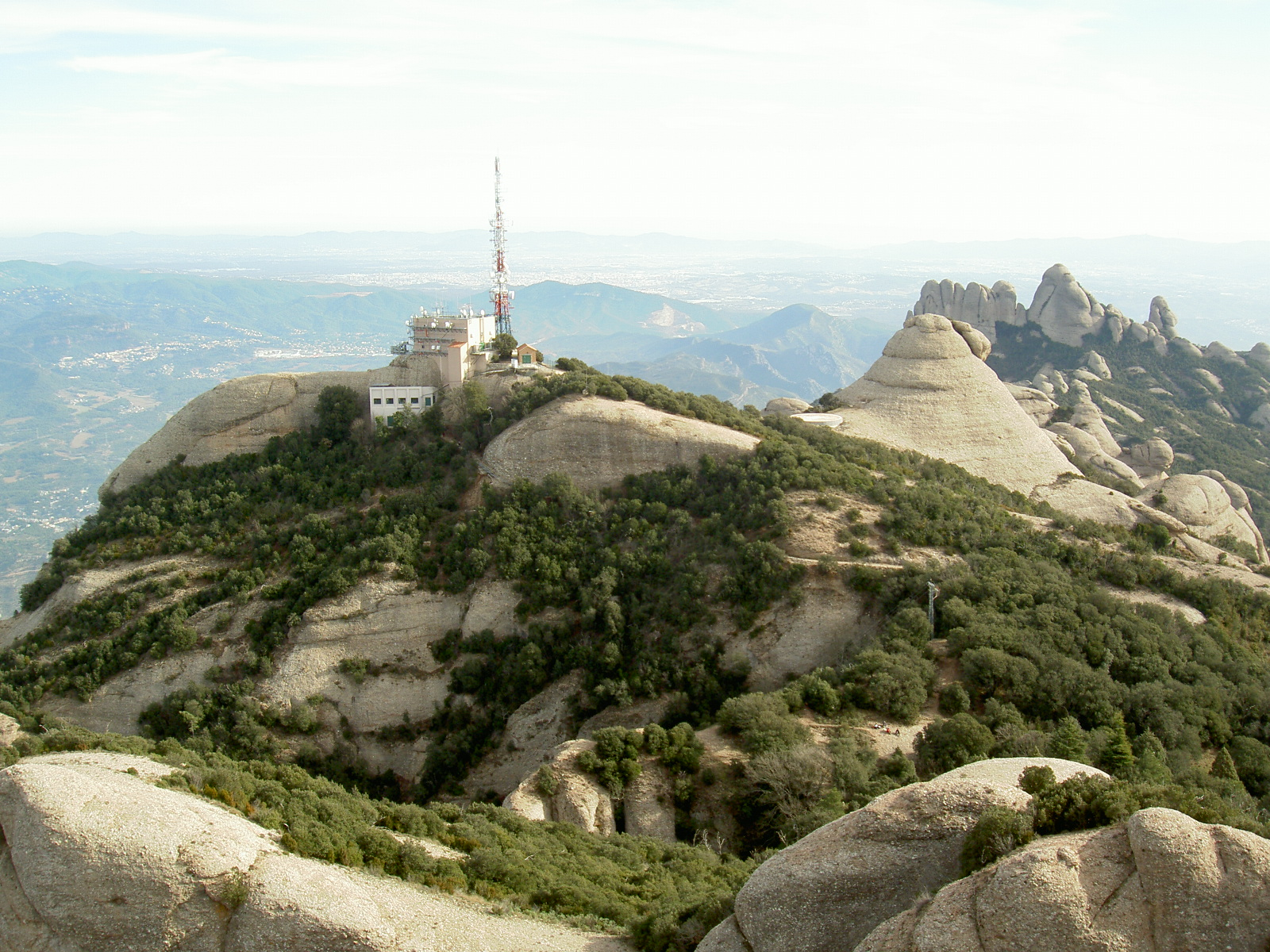
Pic de Sant Jeroni

Le massif de Montserrat appartient à la Cordillère prélittorale catalane qui s'étend sur 10 km de long, bien que son périmètre total atteigne 25 km. Son altitude maximale est le pic de Sant Jeroni avec 1 236 m, tandis que le Coll de Migdia atteint 1 220 m. Les conglomérats de Montserrat ont une composante calcaire très élevée qui laisserait penser à l'existence de nombreuses formations karstiques. Cependant, celles-ci ne sont pas très abondantes et seules certaines présentent un intérêt pour la spéléologie (la grotte de Collbató ou Cueva del Salnitre (es)). Éclairée à la lumière électrique en 1930, elle est probablement la plus célèbre et la plus importante de toute la Catalogne, car elle constitue un centre d'attraction touristique important.
L'élément architectural prédominant du parc naturel est sans aucun doute le monastère de Santa María de Montserrat.

## Végétation

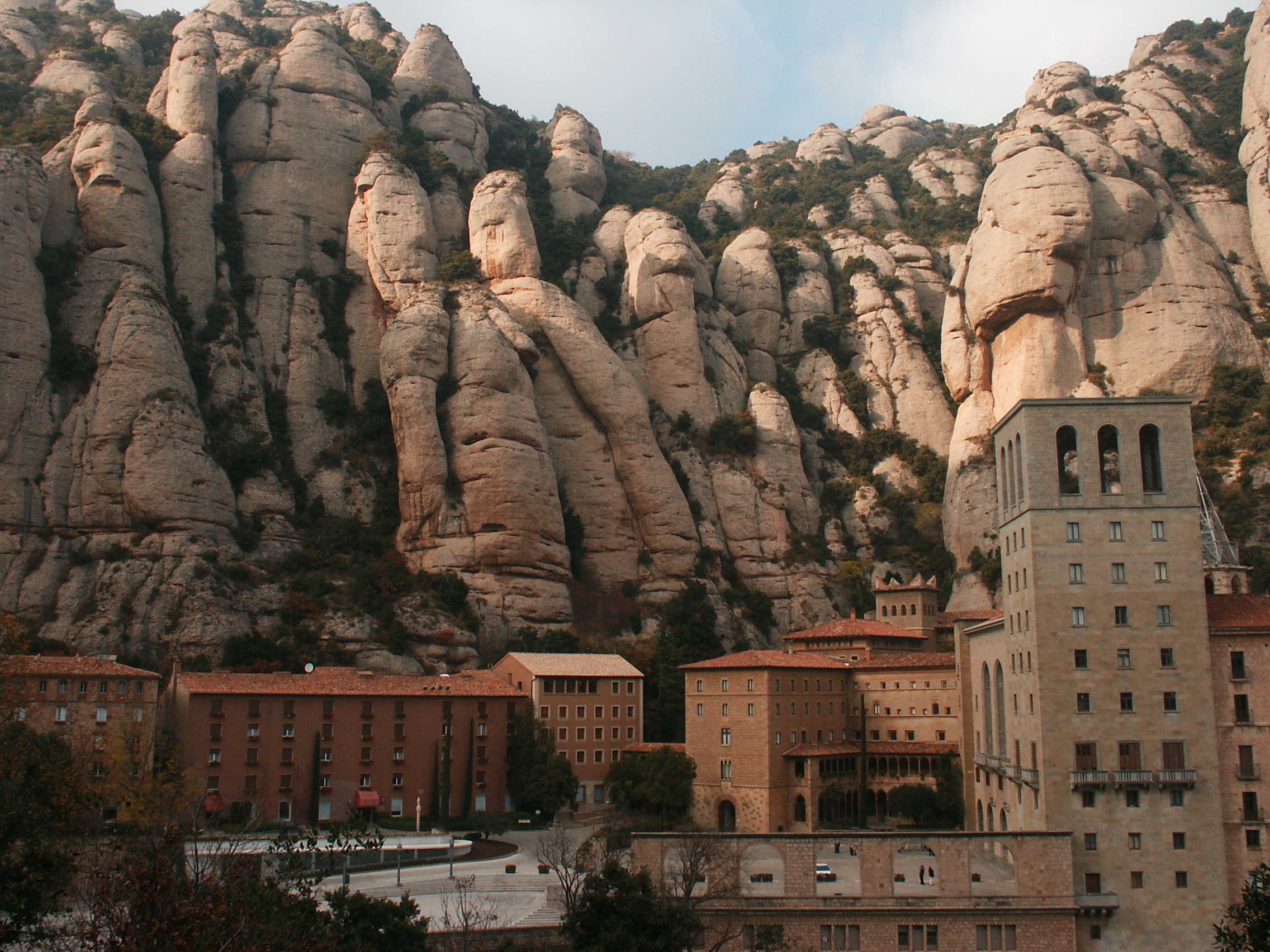
Abbaye de Montserrat

Malgré son aspect désertique et rocheux, la végétation est très abondante, notamment dans les canaux et les petites plaines que l'on retrouve à sa surface. Avec un climat entièrement méditerranéen, la prédominance du chêne vert Quercus ilex)  rend le sous-étage un peu plus humide, permettant l'existence d'une strate arbustive riche et complexe. Derrière les chênes verts en abondance, se trouvent également de petites populations d'arbres à feuilles caduques (avec des chênes ou des noisetiers) ou du pin d'Alep (Pinus halepensis), ces derniers favorisés par la main de l'homme. Comme endémique, on trouve la saxifrage à feuilles en languette (Saxifraga callosa, ssp catalaunica) que l'on ne trouve qu'à Montserrat et dans le Parc naturel de San Lorenzo del Munt et Obac.

## Faune
En raison de la forte influence humaine, les grandes espèces ont disparu du parc. Ce n'est que ces dernières années que la chèvre sauvage (Capra aegagrus) a été réintroduite avec succès, mais il existe encore des populations de sangliers, d'écureuils et de genettes (Genetta genetta). 
Quant aux reptiles, on retrouve le lézard ocellé (Timon lepidus), le tarente de Maurétanie (Tarentola mauritanica), la couleuvre de Montpellier (Malpolon monspessulanus) ou la vipère de Lastate (Vipera latastei) comme l'entité la plus grande. 
Parmi les oiseaux, il existe d'importantes populations d'oiseaux de roche, comme le martinet à ventre blanc (Tachymarptis melba) , l' hirondelle de rochers (Ptyonoprogne rupestis) ou le tichodrome échelette (Tichodroma muraria), ainsi que l'aigle de Bonelli (Aquila fasciata) et le faucon pèlerin (Falco peregrinus).

## Galerie

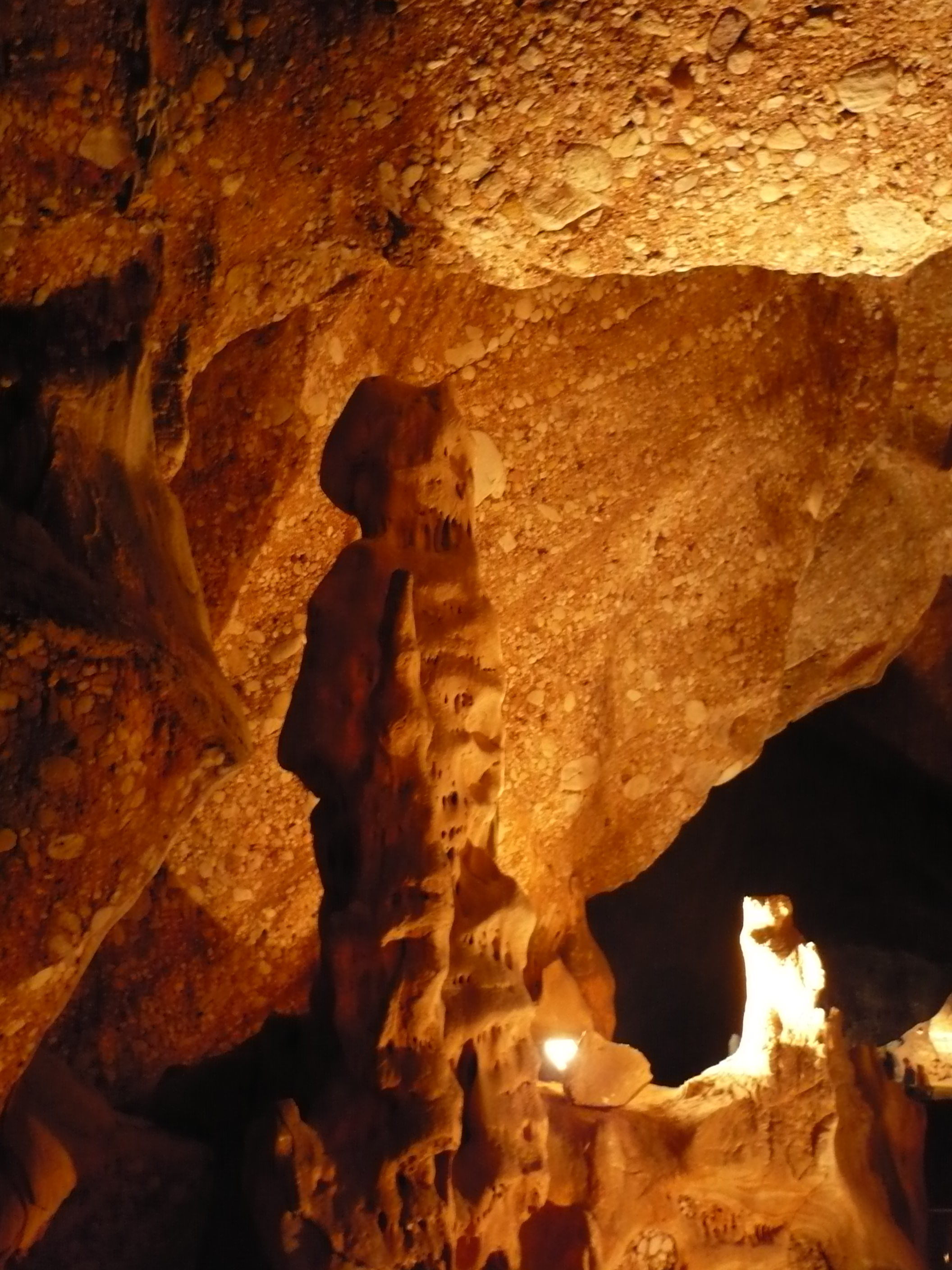
Cueva del Salnitre
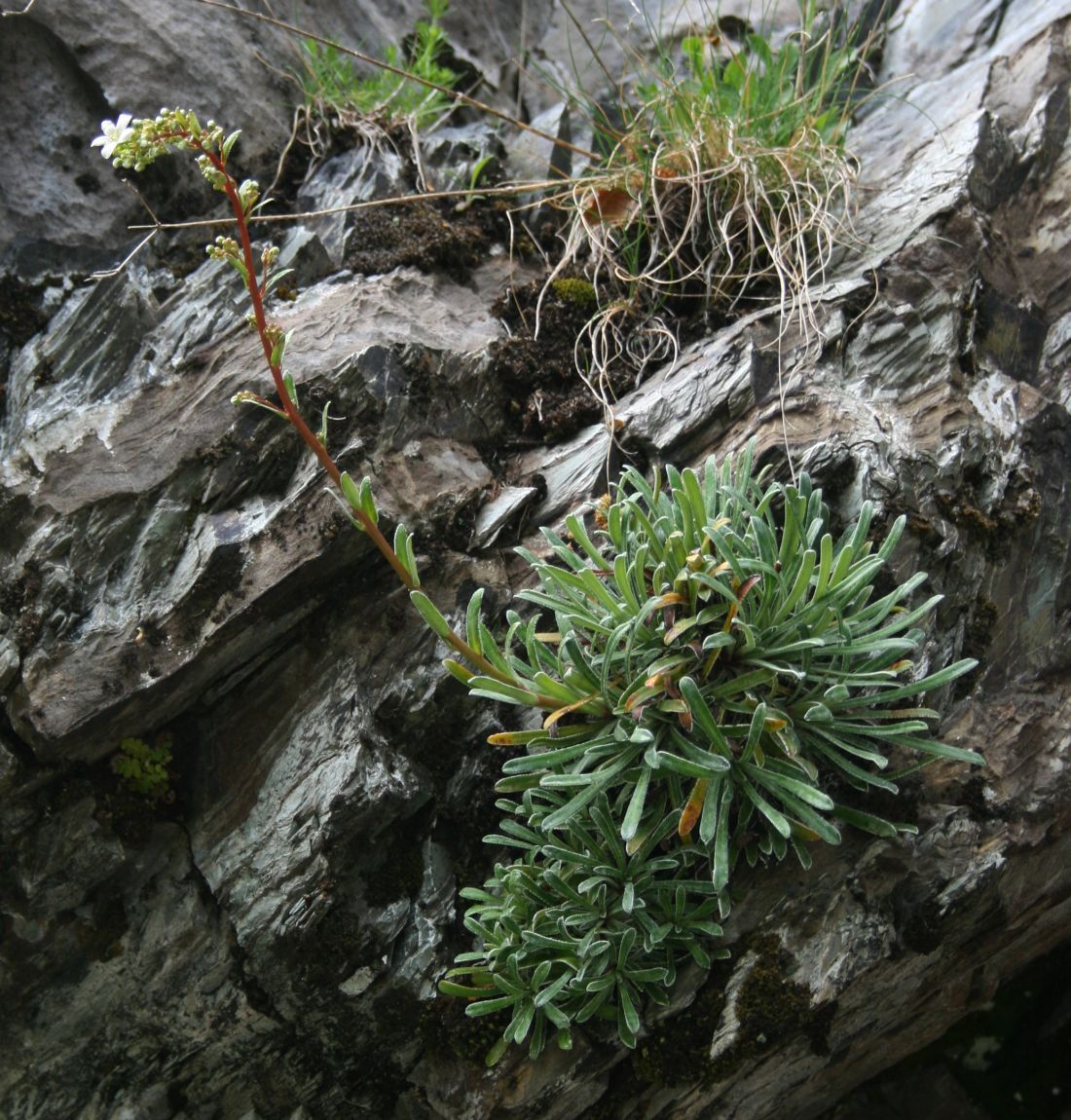
Saxifraga callosa
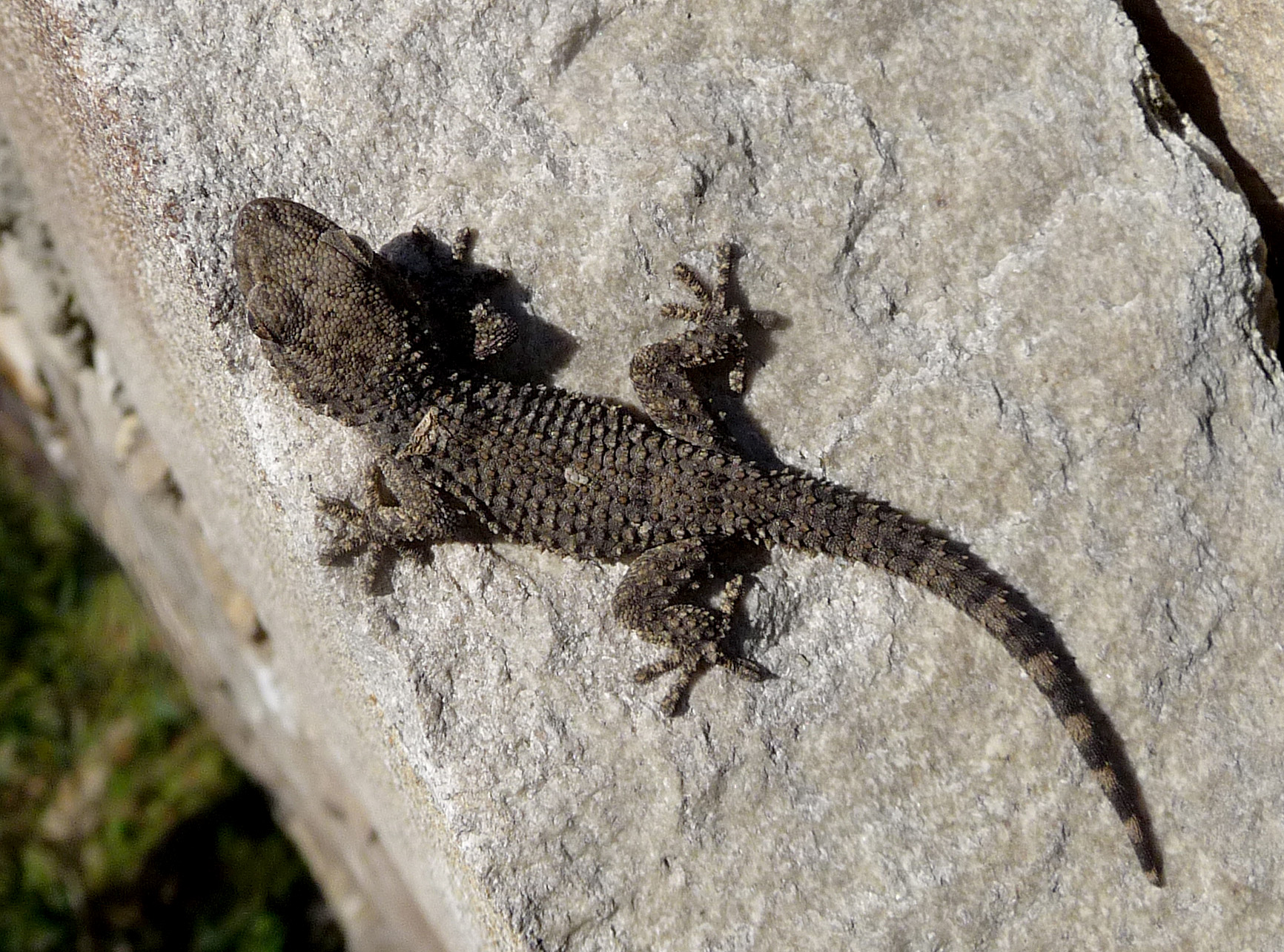
Tarente de Maurétanie